# Olga Oelkers
Olga Oelkers (21 de mayo de 1887-10 de enero de 1969) fue una deportista alemana que compitió en esgrima, especialista en la modalidad de florete.
Participó en dos Juegos Olímpicos de Verano, obteniendo una medalla de bronce en Ámsterdam 1928 en la prueba individual. Ganó cuatro medallas en el Campeonato Mundial de Esgrima entre los años 1934 y 1937.

## Palmarés internacional
| Juegos Olímpicos   | Juegos Olímpicos         | Juegos Olímpicos  | Juegos Olímpicos    |
| Año                | Lugar                    | Medalla           | Prueba              |
| ------------------ | ------------------------ | ----------------- | ------------------- |
| 1928               | Ámsterdam (Países Bajos) | Medalla de bronce | Florete individual  |
| Campeonato Mundial |                          |                   |                     |
| Año                | Lugar                    | Medalla           | Prueba              |
| 1934               | Varsovia (Polonia)       | Medalla de plata  | Florete por equipos |
| 1935               | Lausana (Suiza)          | Medalla de bronce | Florete por equipos |
| 1936               | San Remo (Italia)        | Medalla de oro    | Florete por equipos |
| 1937               | París (Francia)          | Medalla de plata  | Florete por equipos |